# 徐州妇女学道院旧址
徐州妇女学道院旧址位于江苏省徐州市泉山区王陵路57号江苏模特艺术学校院内，是一栋四层别墅。1922 年，美南长老会在徐州扩建培正中学, 在校园内建造3座传教士住宅。1928年，美籍传教士彭永恩夫妇在此创办妇女学道院。1938年5月，日军占领徐州时，夫妇俩在此庇护大批难民。
2019年3月20日，徐州妇女学道院旧址公布为江苏省文物保护单位。